# Monnina celastroides
Monnina celastroides är en jungfrulinsväxtart som först beskrevs av Aimé Bonpland, och fick sitt nu gällande namn av Chod.. Monnina celastroides ingår i släktet Monnina och familjen jungfrulinsväxter. Inga underarter finns listade i Catalogue of Life.